# Ballots
Ballots är en kommun i departementet Mayenne i regionen Pays de la Loire i nordvästra Frankrike. Kommunen ligger i kantonen Saint-Aignan-sur-Roë som tillhör arrondissementet Château-Gontier. År 2022 hade Ballots 1 298 invånare.

## Befolkningsutveckling
Antalet invånare i kommunen Ballots
| Referens: INSEE |